# Piano Vibrations
Piano Vibrations è il primo album in studio da solista del tastierista britannico Rick Wakeman, pubblicato nel 1971.

## Tracce
Side 1
1. Take Me to the Pilot (Elton John, Bernie Taupin) – 3:00
2. Yellow Man (Randy Newman) – 2:36
3. Cast Your Fate to the Wind (Vince Guaraldi, Carel Werber) – 2:35
4. Gloria, Gloria (John Schroeder, Anthony King) – 3:08
5. Your Song (Elton John, Bernie Taupin) – 3:45

Side 2
1. Delta Lady (Leon Russell) – 3:26
2. A Picture of You (John Schroeder, Anthony King) – 2:59
3. Home Sweet Oklahoma (Leon Russell) – 3:22
4. Fire and Rain (James Taylor) – 3:25
5. Classical Gas (Mason Williams) – 2:56